# Poa stellaris
Poa stellaris är en gräsart som beskrevs av Jan Frederik Veldkamp. Poa stellaris ingår i släktet gröen, och familjen gräs. Inga underarter finns listade i Catalogue of Life.